# میچل گورن
میچل گورن (عبری: מיכל גוברין‎؛ زادهٔ ۲۴ نوامبر ۱۹۵۰) نویسنده، شاعر، کارگردان نمایش اهل اسرائیل است. او دارای نشان هنر و ادبیات است.